# 熊谷空襲
熊谷空襲（くまがやくうしゅう）は、太平洋戦争末期の1945年（昭和20年）8月15日0時23分から1時39分にかけてアメリカ軍により行われた埼玉県熊谷市に対する空襲である。太平洋戦争最後の空襲かつ埼玉県内における最大規模の空襲であり、熊谷市は県内では唯一の戦災都市に指定された。「熊谷爆撃」とする資料もある。

## 背景

### アメリカ軍の作戦計画
8月13日、アメリカ軍第20航空軍司令部は、第58、第73、第313、第314、第315爆撃航空団に対し山口県光市にある光海軍工廠、同岩国市にある麻里布操車場、大阪府にある大阪砲兵工廠、秋田県秋田市にある日本石油製油所、群馬県伊勢崎市と埼玉県熊谷市の2都市に、動員可能な最大限の航空兵力による攻撃命令を下した。本作戦と並行して連合国と日本との間で終戦交渉が進められていたが、第20航空軍司令官は「交渉は日本側によって遅延させられている」と見なし、期限間近に迫るまでに最大限の航空兵力を発進させる準備を進め、諸作戦を8月14日から8月15日にかけて実施するように命じた。
4施設と2都市が第1攻撃目標として選定された理由については、4施設に関しては重要な正照準攻撃目標のうちこれまで作戦が成功していなかった点、2都市に関しては攻撃目標として設定された180の小都市のうちこれまで作戦が成功していなかった点が挙げられ、光海軍工廠と麻里布操車場と大阪陸軍工廠に対しては昼間の攻撃計画が、日本石油製油所と伊勢崎市と熊谷市に対しては夜間の攻撃計画が立案された。作戦当日の気象状況が芳しくない場合、昼間作戦は翌日に延期されるが、夜間作戦については気象状況に関わらず決行される予定となっていた。
このうち、熊谷市は中島飛行機の部品製造の重要拠点の一つ、または同社製品の重要な分配基地の一つとして見なされていた。戦後、米国戦略爆撃調査団によりまとめられた調査報告書には次のように記されている。
識別可能な工場として秩父鉄道石原駅のすぐ南側に位置する市内月見町の熊谷航空工業、市街地の東端に位置する市内末広の理研工業熊谷工場、国有鉄道熊谷駅と貨物ターミナルのちょうど南東に位置するhinode works（原文ママ）を挙げている。その中で特に熊谷航空工業については中島飛行機の子会社として部品製造やエンジン製造に関わり、中島飛行機太田製作所や小泉製作所や大宮製作所などの主要工場に付属する施設であると特定し、攻撃目標90.13-1650番に指定した。
工場爆撃を目的とする場合は高高度からの精密爆撃が行われるのが常で、その際にはM64 500ポンド爆弾などが使用されたが、熊谷市に対する攻撃に際してはM47、M69焼夷弾が主に用いられるなど、あらかじめ住宅地域を対象とした作戦となった。

### 県内の空襲被害
埼玉県内に初めて空襲が行われたのは1942年（昭和17年）4月18日のドーリットル空襲の際のことで、空母ホーネットから飛び立ったB-25爆撃機のうちの一機が同日12時30分頃、南埼玉郡潮止村（現在の八潮市）に飛来し、日本煉瓦製造潮止工場付近に爆弾を投下したが被害はなかった。さらに同日12時40分頃、ドーリットル隊の3番機が川口市弥平にある日本デイゼル工業川口工場を爆撃し12人が死亡、88人が重軽傷を負った。この後、埼玉県内は終戦までに『埼玉県警察史』によれば20数回、『埼玉県史』によれば40数回の空襲を受けることになり、県南部の工業地帯の所在する川口市、浦和市（現在のさいたま市浦和地区）、大宮市（現在のさいたま市）といった都市や飛行場に隣接する地域が被害を受けたが、全県に及ぶ調査は十分ではなく、全てを網羅すれば従来の報告数を上回るものと推測されている。なお、専門家の栗田尚弥は、これらの多くはアメリカ軍により設定された第1攻撃目標としての攻撃ではなく、予定計画外に行われた臨機の目標に対する攻撃、または偶発的な攻撃だったと推測している。
その中で、大宮市にあった中島飛行機大宮製作所はアメリカ軍が設定した「エンパイア・プラン」と呼ばれる航空爆撃計画の一つとして第1攻撃目標に設定され、1945年（昭和20年）6月10日に第58航空団による精密爆撃が行われる予定だったが、当日の天候不順による視界不良やレーダー反応不良のため実施は見送られた。

## 熊谷市の状況
日本の首都・東京の北西約60kmに位置する熊谷市は江戸時代より交通の要衝として栄え、1933年（昭和8年）4月1日に市制が施行され県北第一の都市となった。熊谷は市制施行以前から商工業都市として発展したが商業面では米、麦、繭の集散地として栄え、工業面では特に製糸業が栄え片倉工業などの工場が進出した。1943年（昭和18年）、戦力増強企業整備により企業再編が進められると市内の製糸工場は軍需生産への転換が計られ、林組熊谷工場が富士光機、埼玉短繊維工業が埼玉航空工業と改められた。こうした軍需工場への転換は熊谷に限らず製糸業の盛んな深谷、本庄、飯能、松山、寄居などの都市で積極的に行われ、飯能には1945年（昭和20年）の時点で173の軍需工場が存在したが、松山周辺の丘陵地帯では中島飛行機や日立航空機などの軍需企業の地下工場が建設された。
1938年（昭和13年）に衆議院議員・清瀬規矩雄が熊谷航空工業を設立し、中島飛行機の協力会社として板金や尾翼や後部胴体の組み立てを行ったが、後に海軍の指定工場となった。また、1939年には航空機工業の需要拡大に伴い、航空機用ピストンリング専門の理研工業熊谷工場が建設された。さらに1943年（昭和18年）12月、群馬県邑楽郡小泉町にある中島飛行機小泉製作所への工員と資材輸送を目的として、東武熊谷線熊谷駅から妻沼駅間が開業した。これらの軍需工場には勤労動員体制が強化されたことに伴い、1944年（昭和19年）夏頃から埼玉県立熊谷中学校や埼玉県立熊谷女学校などの生徒や一般市民が動員されたが、最盛期の理研工場は約5,000人の工員を有していた。こうした主要工場のほか市内中心部に点在する繊維類などを扱う町工場や鉄工場が戦争の激化に伴い部品製造のための軍需工場に転換が計られたとされるが、その規模や実態については定かではない。一方、熊谷女学校には理研の学内工場が設置され、ピストンリングの製造や板金作業などが行われていたほか、中島飛行機技術部第二設計課や海軍艦政本部が設置された。
軍事面では県内には航空教育や首都防衛の目的のための飛行場や航空施設が数多く置かれたが、熊谷市の近郊にある大里郡三尻村には1935年（昭和10年）に熊谷陸軍飛行学校が設立され、少年航空兵の教育が行われていたほか、1944年（昭和19年）には同校の補助として大里郡御正村と小原村にまたがる地域に小原陸軍飛行場が建設された。1945年（昭和20年）に入り本土決戦が差し迫ると、埼玉県域は関東方面の防衛を目的とする第12方面軍の指揮下に置かれ、熊谷にも東京師管区隷下の第十九特設警備工兵隊が、市内の熊谷中学校に陸軍航空隊が、
熊谷市立熊谷西国民学校や大里郡奈良村に陸軍通信隊が駐屯した。

## 経緯

### 空襲前夜
戦争末期、熊谷および周辺地域は、理研工業や熊谷航空工業などの軍需施設や熊谷陸軍飛行学校などの軍事施設、部隊の駐屯する熊谷市立熊谷西国民学校や埼玉県立熊谷女学校などの学校や寺社および周辺の集落が艦載機による機銃掃射やロケット弾による攻撃を受け、熊谷陸軍飛行学校にほど近い国有鉄道の籠原駅も攻撃を受けたとの証言がある。証言の多くは詳細な日日が定かでないが、理研工業と大里郡奈良村の集落に対する攻撃の日日については1945年（昭和20年）7月28日、利根川にかかる刀水橋周辺に対する攻撃の日日については4月3日と記されている。
『埼玉県史』によれば、県内および県北部では1944年（昭和19年）末から飛行場や軍事施設に対する艦載機による機銃掃射がたびたび行われ、熊谷周辺では1945年（昭和20年）7月10日と7月17日に大里郡花園村が、7月28日に北埼玉郡手子林村と大里郡長井村が攻撃を受けたことが記録されている。『太田市史』や『新横須賀市史』によれば7月10日から8月15日にかけての一連の攻撃はアメリカ海軍第3艦隊第38任務部隊およびイギリス海軍第37任務部隊によるもので、東京周辺の航空基地および太平洋沿岸の工業施設を艦載機による攻撃や艦砲射撃により破壊することを目的としたが、熊谷の近辺では群馬県新田郡太田町や同生品村などの飛行場およびその周辺地域が被害を受けている。
アメリカ軍の攻撃対象が日本の大都市圏から中小都市へと移行する中、艦載機などにより事前に空襲を警告し降伏を促すビラの投下が行われていたが、これには一般市民に対して心理的圧力を与えると同時に予告を行うことで国際社会に対して空襲を正当化する狙いがあった。さらに第20航空軍司令官のカーチス・ルメイ少将の指揮によりビラの投下から空襲の実施までを一元化した「リーフレット心理作戦」が実施され、7月27日には11都市に6万枚、8月3日には11都市に6万枚、8月4日には浦和市を含む12都市に76万枚を投下、作戦終了後の8月8日までに予告されたうちの16都市が空襲を受けた。熊谷市にも8月上旬にビラが投下されたが、そこには「花の熊谷忘れはせぬが、お茶の静岡先にやる」あるいは「熊谷良いとこ花の街、七月八月灰の街」と記されていた。
8月13日、県内にはF6F ヘルキャットやF4U コルセアの編隊が早朝から夕方にかけて断続的に飛来して飛行場や軍事施設などを攻撃し、川越市や熊谷市でも同機による機銃掃射が行われた。この際、熊谷市の南に位置する大里郡の小原陸軍飛行場が同日昼頃に8機のF6Fによる攻撃を受け、同飛行場に配備された九五式一型練習機、四式戦闘機（疾風）、二式複座戦闘機（屠龍）がすべて破壊された。
その一方で、8月14日頃には日本がポツダム宣言を受諾するとの噂や昭和天皇により重大放送が行われるとの情報が熊谷市民の間に流布しており、軍関係者の親類から直接「翌15日に天皇陛下により重大な玉音放送がある」との情報を得て「今夜の空襲はない」と安堵感をもって迎えていた者もいた。

### 参加兵力
本作戦にはアメリカ陸軍第314航空団所属の先導隊12機を含む2飛行大隊77機と、第313航空団所属の16機の合計93機のB-29爆撃機が参加。このうち第314航空団には第8航空軍所属の10機が加わる予定だったが作戦参加は見送られた。熊谷と秋田を対象とした作戦には電波妨害用の特別機は参加しなかったが、第314航空団の機体には少なくとも電波妨害装置が1台、502ユニットの電波妨害片（ロープ）が装備されていた。
アメリカ軍が撮影した熊谷市近郊の偵察写真によると、同地域に日本軍の対空防備施設の存在は確認されなかったことから、14,000フィートの予定高度では対空砲火は全く受けないものと想定されていた。また、群馬県新田郡太田町近郊に配備された重砲群やその他の対空防備施設を有する地域をあらかじめ避けるような飛行経路を採る予定となっていた。
これに対し日本陸軍は首都圏の防衛のため第10飛行師団を編成し関東上空の防空任務にあたっていた。同師団は終戦の時点で千葉県東葛飾郡の柏陸軍飛行場と松戸陸軍飛行場と藤ヶ谷陸軍飛行場、同印旛郡の印旛陸軍飛行場に隷下の戦闘部隊を配置し、出動可能な航空機として三式戦闘機（飛燕）を15機、一式戦闘機（隼）を20機、二式複座戦闘機（屠龍）を30機、四式戦闘機（疾風）と二式単座戦闘機（鍾馗）を合わせて30機保有していた。1945年（昭和20年）6月、航空兵力の温存を図った上でB-29などの襲来に際して戦力を集中させ戦果を得ることを企図した「制号作戦」が発令されたが、熟練パイロットの数は少なく、練度の低いパイロットを育成するための航空燃料が不足していたため戦力化には至らない状況だった。
また、高射砲については高射第1師団隷下の部隊が熊谷周辺に派遣された記録はないが、小原陸軍飛行場の跡地周辺では2014年に九八式二十粍高射機関砲の砲弾が出土しており、空襲の際に運用された可能性が考えられる。このほか、熊谷陸軍飛行学校や市街地東部に対空火器が配備されていたとする一般市民の証言があるが詳細は定かでない。

### 経過
8月14日16時52分（米軍時間7時52分）、第314航空団の先導隊1番機がマリアナ諸島のテニアン島の基地より離陸を開始し、同17時15分（米軍時間8時15分）に第313航空団がグアム島の基地より離陸を開始した。18時16分（米軍時間9時16分）までに多くの機体が基地を離陸したが、このうち4機が離陸に失敗したため、最終的に89機の参加となった。このほか風力測定用のB-29と、大型救助機の合計2機も作戦に参加したが、風力測定機は主力部隊に現地の風速や風向きを報告するため先発した。
この時点でアメリカ側は、日本の国策通信社である同盟通信の報道により同国のポツダム宣言受託が間近に迫っていることを把握しており、21時（米軍時間12時）に開かれた太平洋戦略航空軍司令官で陸軍大将のカール・スパーツとワシントンD.C.の陸軍高官との遠隔会議において作戦中止が検討されたが、期限を22時（米軍時間13時）までとするスパーツの主張を陸軍高官も支持し、期限までに日本側の正式通告がない場合は予定通り作戦を実行するように応じた。
第313、314航空団は硫黄島上空を経由して本州近海に迫り、銚子市にある日本軍の防備施設を避けるために鹿島灘方面から茨城県上空に侵入し、霞ヶ浦の北方のポイントを抜け利根川に架かる橋梁を目標にして西進し熊谷市上空へと飛来した。なお、各航空団に対する攻撃中止命令の暗号コードは「UTAH」だったが、軍司令部から中止命令は下されず作戦は予定通り実行された。
第313、314航空団は熊谷市上空に達すると編隊を組まずに個別による侵入を始め、8月15日0時23分（米軍時間15時23分）に第313航空団所属の1機が最初の爆弾を投下して爆撃を開始、これに続いて0時24分（米軍時間15時24分）に第314航空団の先導隊が、0時31分（米軍時間15時31分）に第314航空団の本隊が爆撃を開始した。本作戦に参加した89機の多くはレーダー照準による爆撃を行ったが、このうち20機（風力測定機を含む）はレーダー反応不良のために目視照準による爆撃を行った。なお、日本側では爆撃の開始時間について8月14日23時30分頃、23時頃とする資料がある。

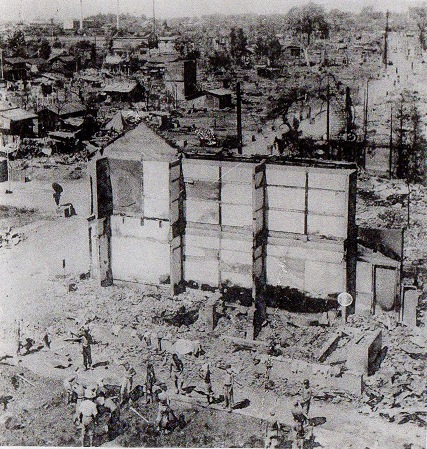
空襲後の市街地。この写真は市内西部の石原地区を写したもので、右上から左下を通る道路は中山道である。

照明弾に続いて無数の焼夷弾が投下されると市内東部の佐谷田、久下方面を皮切りに、本町、元町、宮町、荒川、筑波、銀座、下石、石原、東熊谷などといった市街地が爆撃により次々と火の海となった。この爆撃による火災は5時頃までに鎮火したが、市街地の74％に相当する35万8000坪、全戸数の40％に相当する3630戸が焼失。全人口の28％に相当する1万5390人が被災し266人が死亡、約3000人が負傷した。市街地の中心部を東西に流れる星川周辺では、人家が密集していたこともあり100人近い死者を出し、空襲後は死傷者であふれかえったと伝えられている。
市街地の中心部では熊谷市役所、熊谷市公会堂、熊谷地方裁判所、熊谷郵便局などの施設が焼失したが（詳細は#主な被災建造物を参照）、その一方で本町1丁目の北側や仲町の北側や筑波町の一部や熊谷駅前などの地域、熊谷駅や熊谷税務署や埼玉銀行熊谷支店などの施設、熊谷寺や高城神社や千形神社といった神社仏閣は焼失を免れた。市の東部に位置し焼失を免れた成田国民学校は臨時の救護所となり、熊谷寺は大広間を開放し被災者の一部を受け入れた。
第313航空団は1時35分（米軍時間16時35分）、第314航空団先導隊は0時58分（米軍時間15時58分）、同本隊は1時39分（米軍時間16時39分）に爆撃を終え、第313航空団は7時40分（米軍時間22時40分）、第314航空団は8時14分（米軍時間23時14分）までに基地に帰還した。作戦参加89機のうち、8機は整備不良や搭乗員のミスなどの理由により爆撃に参加せず、5機はマリアナ諸島の基地に帰還できず硫黄島の中継基地に着陸した。
『第20航空軍爆撃報告書』によると熊谷市の市街地を攻撃目標とした爆撃は、8月15日0時23分から1時39分までの76分間にわたって行われ、高度14,200から19,000フィートの地点から4,000ポンド爆弾6発、M17焼夷弾356発、M19焼夷弾1,372発、M47焼夷弾6,321発を投下した。熊谷市に投下された爆弾の投下量は1平方マイルにつき96,833トンに上ったが、日本の都市攻撃に有効であるとする1平方マイルにつき25,000トンの爆撃必要密度の約3.87倍にあたる。この数字は同年8月2日に行われた八王子空襲における1平方マイルあたりの投下量113,857トンに次いで国内で2番目に高い数字となっている。
同報告書によると、この作戦時に日本軍の迎撃戦闘機5機を確認したと記されているが、同機による航空機の喪失はなかった。また、第313、314航空団に対する対空砲火は攻撃目標に到達するまで行われず、事前の情報では「対空砲火は全くない」と想定されていた攻撃目標の上空では中規模な対空砲火による迎撃を受けたものの、作戦を通じて損害は確認されなかった。また、サーチライトの照射も2から4個確認されたが効果はなかったと記している。一方、日本側の第一復員局が作成した『本土防空作戦記録』は、銚子方面からB-29が侵入したことを受けて第10飛行師団各隊より航空機各4機を出動させたが、敵機はサーチライトの照射地区に侵入せず戦果はなかったと記している。なお、専門家の栗田尚弥は米軍報告書に記載された迎撃機の数について「10から15機に訂正されたい」としている。
この空襲において、破壊力の強い4,000ポンド爆弾が用いられたが、その理由については定かでなく、政治的、軍事的、工業的に重要ではない「軽工業建築物と住宅で構成される」都市になぜ用いられたのか疑問視をされていた。2010年8月7日付けの『埼玉新聞』は作戦参加したB-29機長の「日本の指導者に対して3発目の新型爆弾が投下されたと誤認させることを意図している」との証言を引用し、終戦を促す狙いがあったと報じている。なお、一般市民からは「南の日東製粉工場に地軸の裂けるような轟音が聞こえた」あるいは「理研の工場が青い閃光と共に大きな音を立てて爆発した」といった証言があるが、先述の機長は爆発時の光は見えなかったとしている。

### 周辺地域の被害
熊谷市が空襲を受けた8月14日深夜には近郊の都市や村落でも空襲による被害を受けた。北埼玉郡忍町では40戸が焼失し3人が死亡、同下忍村では5戸が焼失、同埼玉村では翌朝に不発弾に接触し5人が死亡、大里郡中瀬村では13戸が被災し2人が死亡、同御正村では28戸が焼失し御正国民学校が被害を受けた。比企郡松山町ではヂーゼル機器松山工場に焼夷弾が投下されたが、『ヂーゼル機器40年史』は消火活動により被害には至らなかったとしている。
8月15日2時頃には児玉郡本庄町と同旭村でも空襲があり、本庄町では富士瓦斯紡績本庄工場、本庄国民学校、高層気象台本庄出張所が被害を受け1人が死亡、旭村では4戸が焼失した。本庄地域は熊谷と共に攻撃目標とされ29人が死亡した群馬県伊勢崎市（伊勢崎空襲）と距離的に近いが、『本庄市史』は両者の投弾点の規則性の違いから、熊谷での空襲を終えたB-29が基地への帰還の際に投下したものと推測している。
また、熊谷と伊勢崎に対する攻撃部隊は作戦終了後に左旋回し、静岡県賀茂郡下田町付近のポイントを経由して帰投するように定められていたが、帰投路付近の東京都西多摩郡古里村では民家が焼失するなど22人が被災、神奈川県小田原市では402戸が焼失し12人が死亡（小田原空襲）するなどの被害を受けた。前者は伊勢崎と下田とを結ぶ直線上、後者は熊谷と下田とを結ぶ直線上に近いが米軍側の報告書に記録はなく、日本側では余剰爆弾の投棄と見なされている。

## 主な被災建造物
熊谷空襲で焼失した主な建造物について記す。
- 熊谷市役所
- 北武蔵地方事務所
- 熊谷市公会堂
- 熊谷郵便局
- 熊谷地方裁判所
- 熊谷土木工営所
- 専売局熊谷出張所
- 埼玉県繭検定所
- 中央農林金庫熊谷支所
- 埼玉県立熊谷高等女学校
- 熊谷市立熊谷西国民学校
- 埼玉県立熊谷醸造試験所
- 武州銀行熊谷支店
- 日東製粉熊谷工場[100]
- 武蔵製麦熊谷工場
- 富士光機熊谷工場
- 理研工業熊谷工場
- 秩父鉄道本社

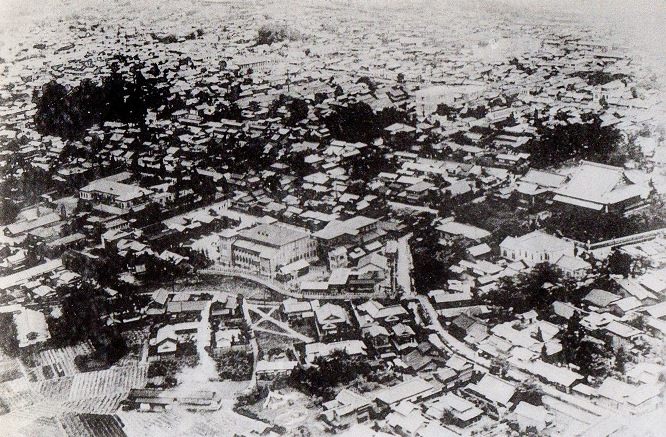
空襲前の熊谷市。写真中央には熊谷市役所と熊谷市公会堂、その右手には熊谷寺が見える。

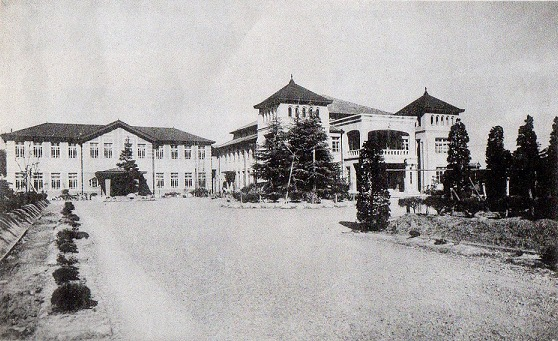
空襲前の熊谷市役所（左）と熊谷市公会堂（右）

- 寺院9箇寺（円光寺、円照寺、久山寺、松岩寺、石上寺、超願寺、東竹院、福聚院、報恩寺）

## 反応
大日本帝国
東部軍管区司令部、横須賀鎮守府司令部は、「南方基地のB-29約250機は8月14日23時40分頃より約5時間にかけて本土来襲、第1波約150機は鹿島灘の北部を経て東北軍管区に侵入、第2波約100機は鹿島灘および銚子付近より関東地方に侵入。各地に分散攻撃を加え焼夷弾を投下せり、高崎、熊谷、小田原の各都市付近および2、3の村落に小火災発生せるも間もなく鎮火、若干の被害を生じたり」と発表した。
 アメリカ合衆国
8月15日付けの『ニューヨーク・タイムズ』紙は、熊谷市を含めた空襲を「最後の偉大な一撃」「最後の攻撃は、日本政府がポツダム宣言受託を決定したことを、日本側のプロパガンダ放送『日の丸アワー』が報じた後だったが、政府による公式文書が中立国を介して連合国側に通告される前に行われた」と報じた。また、同紙は熊谷市について「三つの普通規模以上の工場と数百の小規模の隠れ工場を持つ都市」と記している。

## 戦後

### 被災者支援
空襲により焼失した熊谷市役所では、旧熊谷町役場に機能を移して臨時復興課を設置。また同市の市議会議員らが「新生熊谷建設同志会」を設立し、被災者の支援や復興に乗り出した。食料は農村部に近いことから炊き出しにより賄うことが可能となり、空襲の被害を免れた地域の倉庫などに貯蔵されていた缶詰、衣服、木材といった物資が被災者に支給された。また、熊谷市は木材の生産地である秩父郡や比企郡に近接していたことや、軍需施設からの建築資材の払い下げが行われたこともあり、容易に木材が入手することが可能となった。県内や群馬県、秋田県などから入手した資材により応急住宅、簡易住宅の建設が行われ、1946年（昭和21年）から1950年（昭和25年）にかけて市営住宅758戸、一般住宅3,416戸が建設された。
1945年（昭和20年）12月、多くの自治体からの支援を必要としたため「新生熊谷建設同志会」を解消して「熊谷市復興後援会」が設立された。1947年（昭和22年）12月までの2年間に渡って復興のための募金活動が行われ、周辺都市から寄せられた寄付金は被災者への救護費などに充てられた。

### 戦災復興事業
1946年（昭和21年）2月、戦災復興院から係官が派遣されて熊谷市内の戦災地を視察、同夜に『熊谷戦災復興計画基本方針』が発表された。同年6月には埼玉県知事を所長とする埼玉県戦災復興事務所が設立され、県の直轄事業として熊谷市の復興事業が執り行われることになり、熊谷市には現地事務所が設置された。
市当局や議員らにより議論された結果、神奈川県平塚市に倣った復興計画を採用することになり、市街地のみを対象とした計画として「市内の東西を伸びる国道17号と南北に伸びる市役所通りを主軸に、各道路もこれにならい格子型とする」「星溪園の水源から流れる星川周辺を観光通りとして整備する」などが挙げられた。
同年10月、国の示した戦災復興計画基本方針に基づき特色ある都市作りを目標として、「街路計画」「公園緑地計画」「下水道計画」「土地区画整理計画」の4点を重要項目とした復興事業を行うことを決定した。こうした復興計画は、物価高騰や財政難などの理由により当初の計画が縮小されるなど、実現するまでに多くの時間を要することになったが、1959年（昭和34年）までに「市役所通り線」「星川通り線」「熊谷駅前線」「桜町通り線」「北大通り線」などの14街路、「中央公園」「星渓公園」などの10公園が完成し、近代都市へと復興した。
土地区画整理については被災面積約116.4haに、将来的に発展開発が予想される熊谷、箱田、石原、上之地区の一部を含めた約165.7haの地域を土地区画整理地域として申請し、1946年（昭和21年）9月4日付けの戦災復興院の告示により決定された。この計画は財政難などの理由により一部地域を除外して、約126.2haに縮小した計画案を再申請し1955年（昭和30年）6月に決定された。1955年の決定の際に復興事業区域を「第一工区」「第二工区」とし、それ以外の区域を「第三工区」として認可。1973年（昭和48年）6月30日の「第二工区」の換地処分を最後に事業計画は完了した。

### 慰霊と文化的影響
空襲により最も多くの犠牲者を出した星川では、熊谷仏教会と星川保勝会の共催により、1950年（昭和25年）から毎年8月16日の夜に、灯籠流しを行っている。1957年（昭和32年）には市内本石に有志によって平和地蔵が建立され、戦災30周年にあたる1975年（昭和50年）8月16日には、星川上に北村西望作の「戦災慰霊の女神」像が建立された。
歌人の鹿児島寿蔵は1945年（昭和20年）3月、戦火を逃れるため東京都滝野川区の田端から熊谷市に疎開したが、熊谷空襲の際には東京に滞在していたため難を逃れた。戦後、鹿児島は同市に留まり『求青』や『麦を吹く嵐』などの歌集を刊行するなど活動を続け1952年（昭和27年）に東京へと戻ったが、その間に熊谷の戦災を題材としたいくつかの詞を残している。
作家の壺井栄は妹夫婦が熊谷市に在住していた縁から同市を背景としたいくつかの作品を描いたが、1951年（昭和26年）に発表した『母のない子と子のない母と』では熊谷の戦災を逃れ父親の実家がある香川県の小豆島に移住した兄弟と、戦争で家族を亡くした島民たちの交流を描いた。